# Izotopii titanului
Titanul natural este compus din cinci izotopi stabili: 46Ti, 47Ti, 48Ti, 49Ti și 50Ti, cu 48Ti fiind cel mai abundent (73,8% abundență naturală). Au fost sintetizați artificial unsprezece radioizotopi, cei mai stabili fiind 44Ti cu un timp de înjumătățire de 63 de ani, 45Ti cu timpul de înjumătățire de 184,8 minute, 51Ti cu 5,76 minute și 52Ti cu 1,7 minute. Ceilalți radioizotopi îl au mai puțin de 33 de secunde, iar majoritatea sunt mai mici decât jumate de secundă.
Izotopii titanului variază în masă atomică, de la 39,9 u (40Ti) la 57,966 u (58Ti). Modul primar de dezintegrare înainte de cel mai abundent izotop stabil, 48Ti, este captura de electroni, iar modul primar de după acesta este radiația beta. Principalele produse de dezintegrare dinainte de 48Ti sunt izotopii elementului 21, iar de după sunt izotopii elementului 23.
| simbol | Z(p)                             | N(n)                             | masa izotopului(u)               | timp de înjumătățire   | spin nuclear | compoziție izotopică reprezentativă (fracțiune molară) |
| simbol | energia de excitare a izotopului | energia de excitare a izotopului | energia de excitare a izotopului | timp de înjumătățire   | spin nuclear | compoziție izotopică reprezentativă (fracțiune molară) |
| ------ | -------------------------------- | -------------------------------- | -------------------------------- | ---------------------- | ------------ | ------------------------------------------------------ |
| 38Ti   | 22                               | 16                               | 38,00977(27)#                    | <120 ns                | 0+           |                                                        |
| 39Ti   | 22                               | 17                               | 39,00161(22)#                    | 31(4) ms [31(+6-4) ms] | 3/2+#        |                                                        |
| 40Ti   | 22                               | 18                               | 39,99050(17)                     | 53,3(15) ms            | 0+           |                                                        |
| 41Ti   | 22                               | 19                               | 40,98315(11)#                    | 80,4(9) ms             | 3/2+         |                                                        |
| 42Ti   | 22                               | 20                               | 41,973031(6)                     | 199(6) ms              | 0+           |                                                        |
| 43Ti   | 22                               | 21                               | 42,968522(7)                     | 509(5) ms              | 7/2-         |                                                        |
| 43m1Ti | 313,0(10) keV                    | 313,0(10) keV                    | 313,0(10) keV                    | 12,6(6) µs             | (3/2+)       |                                                        |
| 43m2Ti | 3066,4(10) keV                   | 3066,4(10) keV                   | 3066,4(10) keV                   | 560(6) ns              | (19/2-)      |                                                        |
| 44Ti   | 22                               | 22                               | 43,9596901(8)                    | 60,0(11) a             | 0+           |                                                        |
| 45Ti   | 22                               | 23                               | 44,9581256(11)                   | 184,8(5) min           | 7/2-         |                                                        |
| 46Ti   | 22                               | 24                               | 45,9526316(9)                    | STABIL                 | 0+           | 0.0825(3)                                              |
| 47Ti   | 22                               | 25                               | 46,9517631(9)                    | STABIL                 | 5/2-         | 0.0744(2)                                              |
| 48Ti   | 22                               | 26                               | 47,9479463(9)                    | STABIL                 | 0+           | 0.7372(3)                                              |
| 49Ti   | 22                               | 27                               | 48,9478700(9)                    | STABIL                 | 7/2-         | 0.0541(2)                                              |
| 50Ti   | 22                               | 28                               | 49,9447912(9)                    | STABIL                 | 0+           | 0.0518(2)                                              |
| 51Ti   | 22                               | 29                               | 50,946615(1)                     | 5,76(1) min            | 3/2-         |                                                        |
| 52Ti   | 22                               | 30                               | 51,946897(8)                     | 1,7(1) min             | 0+           |                                                        |
| 53Ti   | 22                               | 31                               | 52,94973(11)                     | 32,7(9) s              | (3/2)-       |                                                        |
| 54Ti   | 22                               | 32                               | 53,95105(13)                     | 1,5(4) s               | 0+           |                                                        |
| 55Ti   | 22                               | 33                               | 54,95527(16)                     | 490(90) ms             | 3/2-#        |                                                        |
| 56Ti   | 22                               | 34                               | 55,95820(21)                     | 164(24) ms             | 0+           |                                                        |
| 57Ti   | 22                               | 35                               | 56,96399(49)                     | 60(16) ms              | 5/2-#        |                                                        |
| 58Ti   | 22                               | 36                               | 57,96697(75)#                    | 54(7) ms               | 0+           |                                                        |
| 59Ti   | 22                               | 37                               | 58,97293(75)#                    | 30(3) ms               | (5/2-)#      |                                                        |
| 60Ti   | 22                               | 38                               | 59,97676(86)#                    | 22(2) ms               | 0+           |                                                        |
| 61Ti   | 22                               | 39                               | 60,98320(97)#                    | 10# ms [>300 ns]       | 1/2-#        |                                                        |
| 62Ti   | 22                               | 40                               | 61,98749(97)#                    | 10# ms                 | 0+           |                                                        |
| 63Ti   | 22                               | 41                               | 62,99442(107)#                   | 3# ms                  | 1/2-#        |                                                        |

Note:
- Valorile marcate cu # nu sunt luate doar din date experimantale, ci sunt, cel puțin parțial, deduse din tendințele sistematice. Spinurile cu argumente slabe de atribuire sunt închise între paranteze.
- Incertitudinile sunt date în forma concisă între paranteze după ultimele unități corespunzătoare.